# بتمن: حمله به آرکهام
بتمن: حمله به آرکهام (به انگلیسی: Batman: Assault on Arkham) یک فیلم ویدئویی پویانمایی در سبک ابرقهرمانی به کارگردانی جی اولیوا و ایتن اسپالدینگ است که در سال ۲۰۱۴ منتشر شد. از بازیگران آن می‌توان به کوین کانروی، نیال مک‌دوناف، هایدن والش و متیو گری گابلر اشاره کرد.

## داستان
جوکر بمب ویرانگری را در شهر گاتهام سیتی نصب کرده و افرادی شامل : ددشات ، هارلی کویین ، کاپیتان بومرنگ ، کیلر کراک ، ریدلر ، پادشاه کوسه ، کیلر فراست ، ویکتور زز و سربازان آلفا را نگهبان می کند تا در هر مرحله از اینکه بتمن مانع کارشان شود جلوگیری کند . بتمن در ابتدا هیچ اطلاعی از این ماجرا نداشت ، اما جیمز گوردون این خبر را به او رساند و او به همراه تیم ارتشی آماندا والر وارد عمل شدند . بعد از اینکه بتمن با تک تک آنها مبارزه کرد بمب عظیم را از کار انداخت و از یک مهلکه جان سالم به در برد . و او همگی آنها را به تیمارستان ارکهام هدایت کرد .

## صداپیشگان
- کوین کانروی در نقش بروس وین / بتمن
- نیال مک‌دوناف در نقش فلوید لاوتون / ددشات
- هایدن والش در نقش هارلین کویینزل / هارلی کویین
- متیو گری گابلر در نقش ادوارد نیگما / ریدلر
- تروی بیکر در نقش جوکر
- سی.سی.اچ. پاوندر در نقش آماندا والر
- گرگ الیس در نقش جرج هارکنِس / کاپیتان بومرنگ
- جیانکارلو اسپوزیتو در نقش بلک اسپایدر
- جان دیماجیو در نقش پادشاه کوسه
- جنیفر هیل در نقش لوئیس لینکلن / کیلر فراست
- نولان نورث در نقش کاگ‌بیست، اسوالد کابلپات / پنگوئن
- کریس کاکس در نقش کمیسر جیمز گوردون
- مارتین جارویس در نقش آلفرد پنی‌ورث
- کریستین لانز در نقش جاناتان کرین / مترسک، ویکتور زز
- تراویس ویلینگهام
- میک وینگرت در نقش مرد نگهبان جوکر